# Calacadia dentifera
Calacadia dentifera là một loài nhện trong họ Amphinectidae. Loài này phân bố ở Chile.